# Julio Rey
Julio Rey, né le 13 janvier 1972 à Tolède, est un athlète espagnol spécialiste du marathon.

## Carrière
Vainqueur à quatre reprises du Marathon de Hambourg, il se classe deuxième des Championnats du monde de 2003 derrière le Marocain Jaouad Gharib. Il remporte par ailleurs la médaille de bronze du marathon lors des Championnats d'Europe de 2002 et de 2006
En 1999, Julio Rey est suspendu deux ans par l'IAAF après avoir été contrôlé positif lors du marathon de Rotterdam.

### Records personnels
- 3 000 m - 7 min 54 s 40 (1997)
- 5 000 m - 13 min 22 s 13 (1998)
- 10 000 m - 27 min 47 s 33 (1998)
- Semi-marathon - 1 h 02 min 10 s (2002)
- Marathon - 2 h 06 min 52 s (2006)

## Palmarès

### Championnats internationaux
| Année | Compétition           | Lieu     | Place |          |
| ----- | --------------------- | -------- | ----- | -------- |
| 1997  | Championnats du monde | Athènes  | 8e    | 10 000 m |
| 1998  | Championnats d'Europe | Budapest | 4e    | Marathon |
| 2002  | Championnats d'Europe | Munich   | 3e    | Marathon |
| 2003  | Championnats du monde | Paris    | 2e    | Marathon |
| 2005  | Championnats du monde | Helsinki | 8e    | Marathon |
| 2006  | Championnats d'Europe | Göteborg | 3e    | Marathon |

### Marathons
- Marathon de Hambourg : vainqueur en 2001, 2003, 2005 et 2006
- Marathon de Rotterdam : 3e en 1999
- Marathon de Tokyo : 3e en 2002
- Marathon de Fukuoka : 2e en 2005